# Frouzins
Frouzins es una localidad y comuna francesa, situada en el departamento de Alto Garona, en la región de Mediodía-Pirineos.
| 129 | 472 | 488 | 486 | 483 | 471 | 543 | 546 | 531 | 523 | 533 | 497 | 522 | 549 | 577 | 527 | 486 | 476 | 424 | 421 | 374 | 344 | 391 | 408 | 454 | 570 | 683 | 1 273 | 2 155 | 3 194 | 3 941 | 5 936 | 6 327 |
| Para los censos de 1962 a 1999 la población legal corresponde a la población sin duplicidades (Fuente: INSEE [Consultar]) |     |     |     |     |     |     |     |     |     |     |     |     |     |     |     |     |     |     |     |     |     |     |     |     |     |     |       |       |       |       |       |       |

## Patrimonio
- Campanario de la iglesia de , del siglo XV, declarado Monumento histórico en 1926.
- Palacio "Château des Demoiselles" con elementos del siglo XVIII y siglo XIX.
- Jardines del "Château de Montbel".

## Ciudades hermanadas
- Calanda, España.[3]